# Élisabeth Schmidt
Élisabeth Schmidt, née le 31 mai 1908 à Paris et morte le 14 mars 1986 à Castres, est une pasteure protestante française. Elle devient la première femme pasteure de l’Église réformée de France, en 1949. Elle a mené campagne pour la reconnaissance des ministères féminins.

## Biographie
Élisabeth Schmidt naît le 31 mai 1908 à Paris dans le foyer d’Henri Schmidt et de son épouse, née Angèle Kilbourg.
Son père, originaire des Vosges, est d’abord pharmacien à Saint-Dié, sa ville natale, avant de devenir homme politique : il est député de 1906 à 1919, siégeant avec la gauche radicale. Battu en 1919, il ne se représente plus ensuite. Sa mère, professeur d’allemand, doit se faire soigner en Suisse à intervalles réguliers, et c’est là que la jeune Élisabeth entend parler de l’amour de Dieu. Elle demande le baptême en 1923 après avoir suivi un catéchisme dans la paroisse réformée de Sèvres.
Parisienne, la jeune Élisabeth étudie d’abord la philosophie à la Sorbonne avant de poursuivre ses études à la faculté de théologie de l'université de Genève. Là, elle obtient, en 1934, le prix de prédication.
Diplômée en 1935, Élisabeth Schmidt est déterminée à servir l’Église même si aucun poste pastoral n’est à cette époque ouvert aux femmes. Elle devient donc « assistante de paroisse » à Sainte-Croix-Vallée-Française, dans les Cévennes, paroisse de l’Église réformée de France qu’elle parcourt pendant six ans et qu’elle « réveille », organisant des cours ruraux et une Union chrétienne de jeunes filles.
Au printemps 1941, Madeleine Barot, secrétaire générale de la Cimade, lui demande son aide. Élisabeth Schmidt part se mettre au service des réfugiés au camp de Gurs. Avec une assistante sociale, elle y organise les distributions de vivres et de soins, et partage sa foi. Six mois plus tard, elle doit être évacuée pour soigner une fièvre typhoïde. En septembre 1942, elle est affectée à la l’Église réformée de Sète, où elle va rester 16 ans, desservant la ville et les disséminés du bassin de Thau jusqu’en 1958.
C’est sa paroisse de Sète qui demande sa consécration pastorale, qu’elle reçoit le 20 octobre 1949. C’était la première fois qu’une femme était reçue pasteur dans l’Église réformée de France (ERF). Le 2 octobre 1958, elle rejoint la paroisse protestante de Blida-Médéa. La Guerre d’Algérie, qui ne s’appelle pas encore comme ça, est déjà commencée. Elle s’intensifie rapidement avant que ne survienne le putsch d’Alger et les différents affrontements entre les partisans de l’Algérie française et les autorités de la République qui ont négocié l’indépendance algérienne. Femme d’église au contact des différentes communautés mais aussi intellectuelle proche des idées de Germaine Tillion ou d’Albert Camus, Élisabeth Schmidt s’emploie à maintenir des relations entre des communautés en guerre mais ne peut échapper à un sentiment d’échec face à l’évolution de la situation. À l’automne 1962, Élisabeth Schmidt décide de poursuivre l’aventure et prend un poste de professeur dans un lycée algérien. Mais elle quitte l’Algérie en 1963, car, en tant que pasteure, elle ne pouvait se résoudre à officier dans un temple vide et promis à la fermeture.
Revenue en France en 1963, elle termine sa carrière pastorale avec un dernier poste à Nancy jusqu’en 1972 puis prend sa retraite auprès de sa sœur, à Castres. Elle meurt le 14 mars 1986 à Castres, à l’âge de 77 ans.

## Postérité
Élisabeth Schmidt a été celle qui a fait évoluer l’Église réformée de France sur la question du ministère des femmes, question examinée sans succès en synode dès 1939 et à nouveau en 1945. En poste pastoral depuis 1935, elle s’adresse alors au président du Conseil national, le pasteur Boegner, qui s’engage à soutenir sa demande devant le synode national. Elle argumente lors du synode régional de Quissac en 1947, montrant que l’Église réformée accorde moins de place aux femmes que les mouvements issus du Réveil ou l’Armée du Salut, et même que l’Église catholique, alors même que, dans la Société, des femmes sont présentes dans presque toutes les professions et disposent du droit de vote. Sur le plan biblique, elle montre aussi que rien dans l’enseignement de Jésus va dans le sens de l’exclusion de la femme des charges confiées à un homme. Quant à la question de l’autorité, elle conclut qu’elle vient de Dieu.
Malgré tout, la majorité de ce synode reste attachée au rôle traditionnel de la femme, plutôt au foyer qu’en chaire, et renvoie la question au synode national de l’année suivante par deux fois. En 1949, une résolution est votée qui admet la consécration d’une femme comme pasteur, à titre exceptionnel et à condition que la femme pasteur s’engage à rester célibataire ! - ce qui permet à Élisabeth Schmidt d'être consacrée. C’est finalement en 1965 que le synode national de l’ERF accepte le ministère féminin sans aucune condition ni restriction, décision qui devient exécutoire l'année suivante.

## Première femme pasteure de l'Église réformée de France
Si elle est bien la première femme à avoir reçu la consécration pastorale dans l’Église réformée de France, Élisabeth Schmidt n’est pas la toute première femme en France à avoir reçu une délégation pastorale. Les premières ont été Mme René Pfender, née Marguerite Gueylard (1889-1976), qui fut pasteur de l’Église réformée évangélique à Troissy-en-Champagne, puis à Choisy-le-Roi entre 1916 et 1919, alors que son mari était mobilisé comme aumônier, par Mme Bourquin, qui remplaça son mari, mort pour la France, comme pasteur dans un poste d’évangélisation de la Société chrétienne du Nord, puis par plusieurs délégations pastorales accordées à des femmes durant la Seconde Guerre mondiale (par exemple, Myriam Garnier, veuve d’un officier des FFI et pasteur à Marennes). Parmi les pasteures consacrées, elle fut également devancée par d'autres premières : Madeleine Blocher-Saillens consacrée pasteure de l'Église baptiste du Tabernacle à Paris, en décembre 1929,Berthe Bertsch, consacrée en 1930 dans l’Église réformée d'Alsace et de Lorraine, et Geneviève Jonte, consacrée en 1937 dans l’Église luthérienne du Pays de Montbéliard. Élisabeth Schmidt reste toutefois la protagoniste d'un combat abouti pour l'égalité des sexes.

## Œuvres
- Entendons-nous le chant de cette joie ? Méditations sur les Actes des apôtres, éditions du Cerf, Paris, 1982, 104 pages.
- J'étais pasteur en Algérie: en ces temps de malheur, 1958-1962 ; éditions du Cerf, Paris, 1976, 194 pages.
- Quand Dieu appelle des femmes : Le combat d'une femme pasteur (L'Évangile au XXe siècle), avec André Dumas, éditions du Cerf, Paris, 1978, 181 pages,  (ISBN 9782204013031).
- La tristesse des abandons, Souvenirs d'une femme pasteur dans la guerre d'Algérie, 1958-1963 : préface et édition de Gabrielle Cadier, Vincent Duclert, Paris, Armand Colin, 2012, 272 p. (ISBN 978-2-200-28435-0), réédition revue et augmentée de « J'étais pasteur en Algérie ».